# Kucur
Kucur is een bestuurslaag in het regentschap Malang van de provincie Oost-Java, Indonesië. Kucur telt 5660 inwoners (volkstelling 2010).